# Гикало, Николай Фёдорович
Никола́й Фёдорович Гика́ло (укр. Микола Федорович Гикало; 8 [20] марта 1897, Одесса, Российская империя — 25 апреля 1938, Москва, РСФСР, СССР) — советский государственный и партийный деятель, участник Гражданской войны. Первый секретарь ЦК КП(б) Узбекской (1929), Азербайджанской (1929—1930) и Белорусской ССР (1932—1937). Входил в состав особой «тройки» НКВД СССР.

## Биография
Родился в семье служащего. Украинец по национальности. Окончил Тифлисскую военно-фельдшерскую школу (1915). Участник Первой мировой войны, фельдшер, награждён Георгиевским крестом.
Член РСДРП(б) с 1917 года.
В 1918—1927 годах на партийной работе на Кавказе.
- 1918 г. — председатель Грозненского городского комитета РКП(б), председатель исполнительного комитета Грозненского Совета, командующий советскими вооружёнными силами в Грозном, в августе-ноябре того же года он руководил обороной Грозного от белоказачьих формирований, за что приказом Революционного Военного Совета был удостоен ордена Красного Знамени РСФСР,
- 1919 — член Кавказского краевого комитета РКП(б)
- 1919—1920 — командующий повстанческой армией в Терской области и Дагестане,
- 1920 — военком Терской области и Дагестана,
- 1920—1921 — командующий Персидской красной армии,
- 1921 — ответственный секретарь Горского областного комитета РКП(б),
- 1921—1925 — член Юго-Восточного бюро ЦК РКП(б),
- 1924—1925 — заведующий агитационно-пропагандистским отделом Северо-Кавказского краевого комитета РКП(б),
- 1925—1926 — секретарь Северо-Кавказского краевого комитета ВКП(б),
- 1926—1927 — второй секретарь Северо-Кавказского краевого комитета ВКП(б).

В 1927—1928 годах — заведующий организационным отделом и член Среднеазиатского бюро ЦК ВКП(б). В 1929 году — первый секретарь ЦК КП(б) Узбекской ССР, в 1929—1930 годах — первый секретарь ЦК КП(б) Азербайджанской ССР.
В 1930—1931 годах — заместитель заведующего организационно-инструкторским отделом ЦК ВКП(б). В 1931—1932 годах — секретарь Московского областного и городского комитетов ВКП(б), заведующий организационным отделом Московского комитета ВКП(б).
В 1932—1937 годах — первый секретарь ЦК КП(б) Беларуси. Провёл большую чистку партийных организаций, за этот период численность членов КП(б) Беларуси уменьшилась почти вдвое. В республике были проведены индустриализация и коллективизация сельского хозяйства. В феврале 1933 года запросил у Политбюро ЦК ВКП(б) право рассмотреть дело о заговоре "кулацких" и "белогвардейских" элементов в системе Трактороцентра на "тройке".
26 января—10 февраля 1934 года делегат XVII съезда ВКП(б) с решающим голосом.
С 1937 года первый секретарь Харьковского обкома и горкома КП(б) Украины. Этот период отмечен вхождением в состав особой тройки, созданной по приказу НКВД СССР № 00447 от 30 июля 1937, и активным участием в сталинских репрессиях.
Кандидат в члены ЦК ВКП(б) (1934—1937). Член Центральной ревизионной комиссии ВКП(б) (1930—1934). Член Политбюро ЦК КП(б) Украины (1937—1938).

### Арест и гибель
Был арестован 11 октября 1937 года. 25 апреля 1938 года Военной Коллегией Верховного Суда СССР был приговорён к высшей мере наказания и в тот же день расстрелян.
2 сентября 1955 года посмертно реабилитирован в партийном порядке КПК при ЦК КПСС.

## Награды
Награждён орденом Ленина и орденом Красного Знамени.

## Семья
Жена — Наталья Евгеньевна Чижова (1897—1968), осуждена в 1938 как «жена врага народа», реабилитирована в 1955 году.

## Память
- В городе Грозном на площади Дружбы Народов установлен памятник Николаю Гикало, Асланбеку Шерипову и Гапуру Ахриеву[6].
- В честь Н. В. Гикало был назван посёлок в Грозненском районе Чечни (с 2020 г. внутригородской микрорайон Грозного).
- Имя Гикало носят улицы в городах: Владикавказ, Грозный,Назрань, Ростов-на-Дону, Нальчик, Минск